# 愛川欽也の不思議ミステリーツアー
『愛川欽也の不思議ミステリーツアー』（あいかわきんやのふしぎミステリーツアー）は、1989年5月21日から1990年9月19日までテレビ東京系列局で放送されていたクイズ番組・教養番組である。それ以前にも1989年4月16日から同年5月14日まで『キンキンの不思議ミステリー・ツアー』と題して放送されていた。テレビ東京とIVSテレビ制作の共同製作。

## 概要
世界中の不思議な現象をクイズ形式で紹介していた番組。司会は愛川欽也が、解答者は金田一春彦、山口美江、柳沢慎吾、山咲千里、森尾由美などが務めていた。
番組の終了後、替わって金曜19:00枠で『愛川欽也のこれがミステリー』がスタートした。

## 放送時間
いずれも日本標準時。
- 日曜 19:00 - 19:54 （1989年4月16日 - 1989年9月24日）
- 水曜 19:00 - 19:54 （1989年10月11日 - 1990年9月19日）

## 放送局
- テレビ東京（製作局）
- テレビ北海道 - 1989年10月の開局時から最終回まで放送。
- テレビ愛知
- テレビ大阪
- テレビせとうち
- 熊本放送 - 1989年4月22日より放送。[2]